# يوسف البرقاوي
يوسفُ البرقاوي النابلسي الحنبلي (ت. 1320 هـ)، شيخ الحنابلة بمصر.

## سيرته
ولد في بلدة برقا من أعمال نابلس بعد سنة 1250 هـ، ورحل في طلب العلم إلى دمشق فلازم حسن الشطي، وحضر عليه في الأصول والفقه، والفرائض والنحو، وانتفع في مباديه بـ عبد الله صوفان القدومي، وبرع وتفوق ثم عاد إلى بلده، فدرس وأفاد، ثم رحل إلى مصر فجاور في الأزهر مدة إلى أن صار شيخ رواق الحنابلة ثمة، فرحل إليه الطلبة من الآفاق، وانتفعوا به في الفقه وغيره. وكانت وفاته في حدود 1320 هـ.

## شيوخه
- حسن الشطي
- عبد الله صوفان القدومي

## تلاميذه
- عبد الغني اللبدي